# Abbey Road
Abbey Road (Э́бби-Ро́уд — по названию студии звукозаписи, расположенной на одноимённой лондонской улице; в переводе с англ. — «Аббатская дорога») — двенадцатый студийный альбом британской рок-группы The Beatles. Работа над пластинкой проходила с февраля по август 1969 года, став последним совместным проектом всех четырёх участников квартета (последний номерной альбом группы Let It Be, увидевший свет в 1970 году, по большей части был записан в январе 1969 года). Альбом был выпущен 26 сентября 1969 года в Великобритании и 1 октября 1969 года в Соединённых Штатах, возглавив чарты по обе стороны Атлантики. В поддержку пластинки был издан двойной А-сингл с песнями «Something» и «Come Together», который тоже добрался до вершины американского чарта.
Помимо рока, альбом Abbey Road содержит элементы блюза, поп-музыки и прогрессива, а также характерен использованием синтезатора Moog и динамика Лесли. Кроме того, он примечателен длинным попурри (состоящим из восьми коротких песен), которое впоследствии было перепето другими известными артистами в виде единой сюиты. Альбом был записан в более коллегиальной атмосфере, нежели проходившие в начале года сессии Get Back/Let It Be, однако между музыкантами по-прежнему возникали разногласия, особенно из-за песни Пола Маккартни «Maxwell’s Silver Hammer». Джон Леннон вообще не участвовал в записи ряда треков и покинул группу ещё до релиза пластинки, хотя об этом не объявлялось публично, до тех пор пока Маккартни не сделал аналогичный ход в следующем году.
Несмотря на коммерческий успех, Abbey Road получил смешанные отзывы от прессы. Некоторые критики сочли его перепродюсированным: звучание искусственным, а музыку неаутентичной. Тем не менее по прошествии лет альбом был признан одним из лучших как в дискографии The Beatles, так и в истории звукозаписи, достигнув 5-го места в соответствующем рейтинге журнала Rolling Stone и 3-го в списке онлайн-издания Consequence of Sound. Две песни Джорджа Харрисона, выпущенные на этой пластинке, «Something» и «Here Comes the Sun», считаются одними из лучших произведений, которые он написал для The Beatles. Обложка альбома, на которой изображены музыканты, идущие по зебре возле студии Эбби-роуд, стала одной из самых известных и цитируемых в массовой культуре.

## Предыстория
В октябре 1968 года The Beatles закончили работу над «Белым альбомом», в январе 1969-го последовал релиз саундтрека Yellow Submarine. В том же месяце прошли сессии для проекта Get Back (позже переименованного в Let It Be), во время работы над которым Пол Маккартни взял бразды правления в свои руки и стал откровенно давить на остальных членов группы. При этом ни Джон Леннон, ни Джордж Харрисон не скрывали своего недовольства этим фактом, а последний даже планировал покинуть коллектив. Группа оказалась в тупике и на грани потенциального краха. По прошествии полугода после окончания записи Get Back у музыкантов не было какой-либо определённости по поводу его выпуска. Несмотря на внутренние распри, начавшиеся ещё на «Белом альбоме», члены группы изъявили желание вернуться в студию и сделать совершенно новый альбом с нуля. Маккартни обратился к Джорджу Мартину с просьбой поработать с ними «как в старые времена», в атмосфере «чувства общности». Он согласился, выдвинув обязательное условие, что вся группа — особенно Леннон — позволит ему продюсировать альбом как раньше, и музыканты будут соблюдать дисциплину.

Однако, несмотря на попытки поддерживать дружескую атмосферу в студии, музыканты постоянно пререкались между собой на регулярных деловых встречах, ставших следствием серьёзных финансовых проблем в бизнесе. Раскол мнений при выборе нового менеджера группы между Алленом Клейном (которого привёл Леннон) и будущим зятем Маккартни Ли Истменом ещё более усугубил недоверие и антипатию в квартете. Впоследствии Маккартни выражал мнение, что эволюция битлов из музыкантов в бизнесменов была главной причиной распада группы. Помимо этого сказалось присутствие в студии Йоко Оно, вызывавшей трения и раньше. Никто до конца не верил, что эти сессии станут для The Beatles последними, хотя Харрисон отмечал: «Мне казалось, что мы близимся к какому-то финалу». Часть материала была уже задействована во время работы над Get Back и поэтому несла в себе «отпечаток скуки и нетерпения», рождённых попытками музыкантов добиться совершенства в один приём. В итоге альбом стал прежде всего детищем Маккартни с весомым вкладом Харрисона; песни Леннона, «душой едва ли присутствующего на записи», слабо гармонировали с остальным материалом. Позднее музыкант скептически оценивал работу, считая Abbey Road искусственной попыткой обелить образ квартета после катастрофы, которую они потерпели с проектом Get Back. В свою очередь Мартин так комментировал запись: 
От начала и до конца альбом был компромиссом. Одну его сторону составили номера, которые нравились Джону, другую — те, что предпочитали мы с Полом. Я пытался заставить группу мыслить в категории симфонизма, увидеть альбом целиком и придать ему желаемую форму. Симфоническое мышление заключалось, в частности, в том, чтобы одни песни звучали контрапунктом к другим, что являлось определяющим фактором.

## Производство

### Запись
Работа над альбомом началась 22 февраля 1969 года, всего через три недели после сессий Get Back, в лондонской студии Trident Studios. Там группа записала минусовку для песни «I Want You (She’s So Heavy)» с Билли Престоном, аккомпанирующим на орга́не Хаммонда. Затем совместные записи прекратились до апреля из-за запланированных съёмок Ринго Старра в фильме «Чудотворец» (он же «Волшебный христианин»). После коротких сессий в апреле и записи «You Never Give Me Your Money» 6 мая группа взяла восьминедельный перерыв, прежде чем возобновить работу 2 июля. Запись нового материала продолжалась в июле и августе, причём последняя минусовка — для песни «Because» — была записана 1 августа. В течение следующего месяца проходило наложение дорожек, а также производилось редактирование материала с помощью секвенсора, состоявшееся 20 августа в присутствии всех участников группы — это был последний раз, когда они находились в студии вместе.
Маккартни, Старр и Мартин описывали свои воспоминания о сессиях как «положительные», а Харрисон отмечал: «Мы действительно снова играли как [сплочённые] музыканты». В апреле Леннон и Маккартни вдвоём работали над внеальбомным синглом «The Ballad of John and Yoko», по-дружески подшучивая друг над другом между дублями, и в итоге определённая часть той товарищеской атмосферы перенеслась на сессии Abbey Road. Тем не менее в группе сохранялось существенное напряжение. По словам биографа Иэна Макдональда, во время сессий Маккартни язвительно спорил с Ленноном, чья жена Йоко Оно постоянно конфликтовала с остальными музыкантами квартета. В июне, в самый разгар записи, Леннон и Оно попали в автомобильную аварию. Так как врач рекомендовал Оно соблюдать постельный режим, Леннон установил в студии кровать, чтобы она могла наблюдать за рабочим процессом, её не покидая.
Во время сессий Леннон выразил желание, чтобы все его песни находились на одной стороне пластинки, а песни Маккартни — на другой. Такое разделение должно было стать компромиссом, так как Леннон хотел выпустить традиционный релиз с отдельными и не связанными друг с другом композициями, в то время как Маккартни и Мартин намеревались продолжить тематическую концепцию Sgt. Pepper’s Lonely Hearts Club Band, включив в альбом попурри. В конце концов Леннон заявил, что ему не нравится Abbey Road в целом, и что ему не хватает аутентичности, называя вклад Маккартни «музыкой для старушек», а не «настоящими песнями», и описав попурри как «мусор… просто обрывки песен, сложенные вместе». После окончания работы над альбомом Леннон объявил коллегам о своём уходе из The Beatles, но последние попросили его повременить вплоть до выхода альбома Let It Be и одноимённого фильма, запланированных на следующий год.

### Технические особенности
Пластинка была записана на восьмидорожечный катушечный магнитофон, пришедший на смену четырёхдорожечным, использовавшимся на более ранних релизах группы, таких как Sgt Pepper. Abbey Road стал первым альбомом The Beatles, который не был выпущен в монофонической версии. Во время записи Abbey Road музыканты часто использовали синтезатор Moog, а гитарный звук пропускали через динамик Лесли. Причём Moog применялся не просто в качестве фонового эффекта, иногда он исполнял центральную роль в мелодии, например, в песне «Because», где звучал в бридже. Также его можно услышать в композициях «Maxwell’s Silver Hammer» и «Here Comes the Sun». Инструмент был продемонстрирован группе Харрисоном, который приобрёл его в ноябре 1968 года и позднее использовал во время работы над своим вторым сольным альбомом Electronic Sound. Помимо этого, в игре Старра появился более заметный акцент на том-томах; впоследствии он отмечал, что Abbey Road представлял собой «Том-томовое безумие… Я чуть с ума не сошёл от этих томов».
Abbey Road также был первым и единственным альбомом The Beatles, полностью записанным при помощи твердотельного транзисторного микшерного пульта TG12345 Mk I, в отличие от более ранних радиоламповых моделей — REDD. Консоль TG гораздо эффективнее поддерживала восьмидорожечную многоканальную запись, позволяя группе расширить использование наложений. Джефф Эмерик вспоминал, что новый пульт имел индивидуальные лимитеры и компрессоры на каждом аудиоканале и отмечал, что его общее звучание было «мягче», нежели на ламповых консолях. В своём исследовании роли TG12345 в звучании The Beatles в этом альбоме музыкальный историк Кеннет Вомак подчёркивал, что «обширная звуковая палитра и микшерные возможности TG12345 позволили Джорджу Мартину и Джеффу Эмерику наполнить звук The Beatles большей чёткостью и ясностью. Теплота твердотельной записи также наполняла их музыку более яркими тональностями и более глубокими низкими частотами, что отличало „Abbey Road“ от остальной части дискографии группы, обеспечивая слушателям постоянное ощущение того, что последний лонгплей The Beatles заметно выделяется, и что они закончили карьеру на новой и несоизмеримой фазе с точки зрения их звуковых возможностей».
Алан Парсонс работал помощником звукорежиссёра в этом альбоме. Впоследствии он поучаствовал в записи культовой пластинки Pink Floyd The Dark Side of the Moon, а также стал успешным сольным исполнителем в рамках проекта The Alan Parsons Project. Джон Курландер, задействованный во многих сессиях Abbey Road, стал преуспевающим звукорежиссёром и продюсером, позднее прославившись работой над записью музыки к кинотрилогии «Властелин колец».

## Песни

### Первая сторона

#### «Come Together»
«Come Together» была развитием песни «Let’s Get It Together», которую Леннон первоначально написал для калифорнийской губернаторской кампании Тимоти Лири против Рональда Рейгана. Черновая версия текста «Come Together» была сочинена во время второго постельного протеста Леннона и Оно, проходившего в Монреале.
Биограф The Beatles Джонатан Гулд предположил, что в песне есть только один «герой-пария» и Леннон «создавал очередной сардонический автопортрет». В свою очередь Макдональд предположил, что фраза «joo-joo eyeball» может иметь отношение к доктору Джону, а «spinal cracker» — к Оно. Впоследствии песня стала предметом судебного иска, предъявленного Леннону Моррисом Леви, так как её вступительная строчка «Here come old flat-top» — по общему мнению, была скопирована из композиции «You Can’t Catch Me» Чака Берри. В 1973 году было достигнуто мировое соглашение, согласно которому Леннон обещал записать три песни из издательского каталога Леви для своего следующего альбома.
«Come Together» была выпущена в виде двустороннего сингла с композицией «Something». В примечаниях к сборнику Love Мартин описал её как «обычную песню, но выделяющуюся из-за исключительного великолепия исполнителей».

#### «Something»
Харрисон начал сочинять «Something» ещё во время работы над White Album, вдохновляясь композицией Джеймса Тейлора «Something in the Way She Moves» из его дебютного альбома, выпущенного на собственном битловском лейбле Apple. В период студийных сессий Let It Be текст песни был отредактирован (на сохранённых записях слышно, как Леннон даёт Харрисону советы по написанию текста во время сочинения песни), после чего «Something» предложили отдать британскому певцу Джо Кокеру, однако в итоге она всё же была записана для Abbey Road. Тем не менее, Кокер всё же выпустил свою версию композиции на пластинке Joe Cocker! в ноябре того же года.
«Something» была любимой песней Леннона на этом альбоме; в свою очередь, Маккартни считал её лучшим из сочинённых Харрисоном произведений. Несмотря на то, что автором композиции был Харрисон, в одном из интервью Фрэнк Синатра заявил, что это его любимая песня тандема Леннона — Маккартни и «величайшая композиция о любви из когда-либо сочинённых». Во время записи песни Леннон сыграл в ней на фортепиано и, несмотря на то, что бо́льшая часть его партии не попала в финальный вариант, некоторые её фрагменты были оставлены, что можно услышать в бридже до гитарного соло Харрисона.
В октябре 1969 года песня была выпущена в виде дубль-а сингла вместе с композицией «Come Together». Песня возглавила американские чарты на одну неделю, став тем самым первым синглом The Beatles, не сочинённым дуэтом Леннона — Маккартни и добравшимся до вершины; также это был первый сингл группы из уже выпущенного альбома в Великобритании. Нил Аспиналл снял промо-видео для этой песни, в котором запечатлел кадры участников группы и их жён.

#### «Maxwell’s Silver Hammer»
«Maxwell’s Silver Hammer», первая песня Маккартни в этом альбоме, была впервые исполнена The Beatles во время сессий Let It Be (она демонстрируется в одноимённом фильме). Пол написал эту композицию после поездки группы в Индию в 1968 году и первоначально хотел записать её для White Album, однако остальные отвергли её как «слишком сложную».
Запись песни проходила в напряжённой атмосфере, так как Маккартни сильно раздражал остальных музыкантов, настаивая на её идеальном исполнении. «Maxwell’s Silver Hammer» стала первой композицией, поработать над которой был приглашён Леннон после его автомобильной аварии, однако музыкант буквально возненавидел её и отказался участвовать в записи. По словам звукоинженера Джеффа Эмерика, Леннон заявил, что это «больше похоже на музыку бабушки Пола», и покинул студию. Следующие две недели он провёл с Оно и не возвращался на сессии до 21 июля, пока не была записана минусовка для «Come Together». Харрисон тоже сетовал, что был вымотан этой песней, вспоминая: «Нам приходилось играть её снова и снова, пока Пол не остался довольным. Это было настоящее занудство». В свою очередь Старр отнёсся к композиции более благосклонно. «Это была бабушкина музыка», — признавался он, — «но нам были нужны такие вещи в этом альбоме, чтобы привлечь к его прослушиванию новую аудиторию». Давнишний гастрольный менеджер группы Мэл Эванс записал звуки наковальни для припева. В этой композиции также используется синтезатор Moog, на котором сыграл её автор.

#### «Oh! Darling»
«Oh! Darling» была написана Маккартни в стиле ду-воп, схожим с тогдашними записями Фрэнка Заппы. Первая версия песни была исполнена группой во время сессий альбома Get Back и впоследствии появилась на сборнике Anthology 3. Тем не менее, в апреле композиция была перезаписана для альбома Abbey Road, а наложения отдельных инструментов производились в июле и августе.
Маккартни пытался записать ведущий вокал, используя только один дубль в день. Музыкант вспоминал: «В течение недели я приходил на студию с утра пораньше, чтобы спеть песню самому, так как сначала мой голос звучал слишком чисто. Я же хотел, чтобы она звучала так, как будто я исполнял её на сцене всю неделю». Леннон считал, что он должен был спеть эту песню, отмечая, что она больше подходила ему по стилю.

#### «Octopus’s Garden»
Как и в случае с большинством альбомов The Beatles, вокальная партия для одной из песен была записана Старром. «Octopus’s Garden» — вторая и последняя композиция в дискографии коллектива, чьё авторство приписывается барабанщику. Тематика песни была навеяна путешествием Старра и его семьи на Сардинию после того, как он ушёл из группы на две недели во время сессий «Белого альбома». Музыкант получил карт-бланш во время работы над песней и самостоятельно сочинил бо́льшую часть текста, хотя структура её мелодии частично была написана Харрисоном в студии. Впоследствии гитарист также выступил соавтором на сольных синглах Старра «It Don’t Come Easy», «Back Off Boogaloo» и «Photograph».

#### «I Want You (She’s So Heavy)»
«I Want You (She’s So Heavy)» было написана Ленноном о его отношениях с Оно, и он сознательно стремился сохранить текст простым и лаконичным. Писатель Том Магиннис считал, что мелодия песни отражает влияние прогрессивного рока за счёт её нетипичного, длинного хронометража и концепции, базирующейся на повторяющемся гитарным риффе и эффектах белого шума, хотя он также отмечал, что отрезок со словами «I Want You» имеет простую блюзовую структуру.
Композиция представляет собой комбинацию двух разных версий. Первый вариант был записан почти сразу же после сессий Get Back в феврале 1969 года, с Билли Престоном. Впоследствии он был объединён со второй версией, записанной во время сессий Abbey Road в апреле. Хронометраж окончательного варианта составил почти 8 минут, что делает его вторым по длительности произведением The Beatles. Во время записи Леннон использовал синтезатор Moog для добавления белого шума чтобы создать эффект «ветра», который был наложен на вторую половину трека. Во время редактирования песни он попросил Эмерика «обрезать её прямо здесь» на 7 минутах и 44 секундах, сделав эффект внезапной, резкой тишины, которая бы завершала первую сторону альбома (в любом случае места хватало ещё всего на 20 секунд). Финальное микширование проходило 20 августа 1969 года, в день, когда вся группа в последний раз собралась в студии вместе.

### Вторая сторона

#### «Here Comes the Sun»
«Here Comes The Sun» была написана Харрисоном в саду Эрика Клэптона в Суррее, когда музыкант отдыхал от напряжённых деловых собраний группы. Основная часть песни была записана 7 июля 1969 года. Харрисон спел ведущую вокальную партию и сыграл на акустической гитаре, Маккартни исполнил бэк-вокал и записал бас, а Старр сыграл на ударных. Леннон всё ещё восстанавливался после автомобильной аварии и не участвовал в работе над композицией. Мартин организовал для песни оркестровую аранжировку в сотрудничестве с Харрисоном, который также записал отдельную партию на синтезаторе Moog 19 августа, непосредственно перед финальным сведением альбома.
Несмотря на то, что песня не издавалась в качестве сингла, она привлекла внимание и одобрение со стороны музыкальных критиков. Композиция неоднократно звучала в радиопередаче Desert Island Discs, транслировавшейся на BBC Radio 4, будучи выбранной Сэнди Шоу, Джерри Спрингером, Борисом Джонсоном и Элейн Пейдж. Журналист Мартин Чилтон из The Daily Telegraph отмечал, что этой песне «практически невозможно не подпевать». После того, как данные о цифровых загрузках стали учитываться в отдельных чартах, песня достигла 56-го места в хит-параде iTunes, что было следствием новой волны интереса к The Beatles после выпуска дискографии группы в 2010 году на этой мультимедиа-платформе.
Харрисон записал для этой песни не попавшее в финальный вариант гитарное соло. В 2012 году оно было опубликовано на DVD документального фильма «Джордж Харрисон: жизнь в материальном мире» Мартина Скорсезе вместе с кадрами, где Джордж Мартин и сын Харрисона Дхани слушают его в студии.

#### «Because»
«Because» была вдохновлена «Лунной сонатой» Бетховена, сыгранной Оно на фортепиано. Леннон вспоминал: «Я лежал в нашем доме на диване и слушал, как играет Йоко… — „А ты можешь сыграть её задом наперёд?“ — она так и сделала, и я написал на базе этого „Because“». Песня содержит трёхголосые гармонии Леннона, Маккартни и Харрисона, которые затем были трижды продублированы, чтобы создать эффект девяти голосов. Впоследствии музыканты отмечали, что запись этой вокальной части была одной из самых сложных задач, над которой им приходилось работать. В этой композиции Харрисон сыграл на синтезаторе Moog, а Мартин — на клавесине, открывающем композицию.

#### «Medley»
Вторая сторона содержит 16-минутное попурри из восьми коротких песен, записанных с июля по август и объединённых в цельную сюиту силами Мартина и Маккартни. Некоторые из этих песен были написаны (и первоначально записаны в формате демоверсий) во время сессий для White Album и Get Back / Let It Be и позже появились на сборнике Anthology 3. Несмотря на то, что идея попурри принадлежала Маккартни, Мартин заявлял, что частично это была его заслуга: «Я хотел заставить Джона и Пола более серьёзно поразмышлять о своей музыке. Пол был не против таких экспериментов».
Первой песней, записанной для попурри, была заглавная композиция — «You Never Give Me Your Money». Маккартни утверждал, что её текст был вдохновлён спором между музыкантами по поводу Аллена Клейна и тем, что Маккартни считал его пустыми обещаниями. Однако Макдональд сомневается в этом, учитывая, что минусовка, записанная 6 мая в студии Olympic Studios, предшествовала ссорам Клейна и Маккартни. Композиция представляет собой сюиту, состоящую из различных музыкальных стилей, начиная от фортепианной баллады в начале и заканчивая арпеджированными гитарами в конце. И Харрисон, и Леннон исполнили в этой песне по одному соло, причём Леннон звучит в конце композиции.

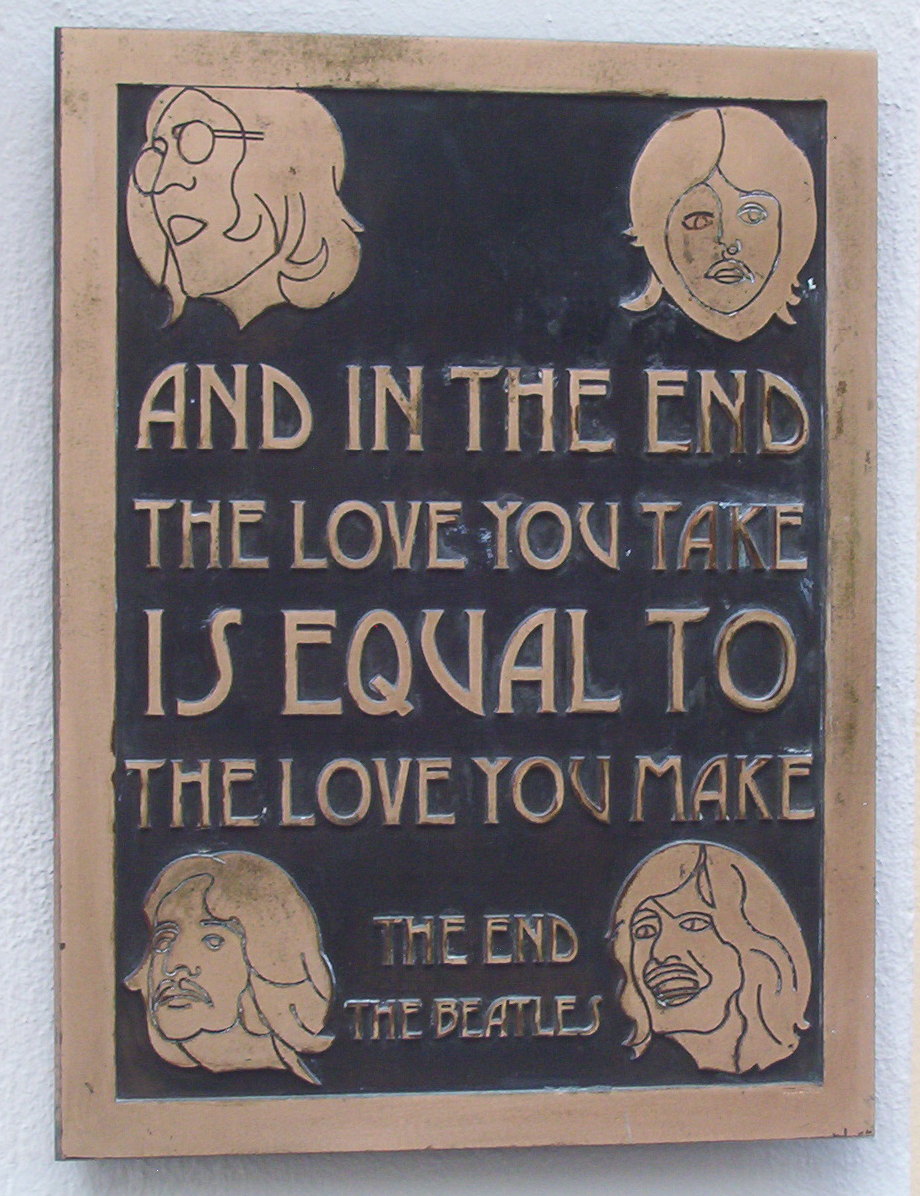
На табличке изображена финальная строчка из «The End», последней песни The Beatles

После этого попурри переходит в ленноновскую «Sun King», которая, как и «Because», демонстрирует трёхголосую вокальную гармонию Леннона, Маккартни и Харрисона. Вслед за ней звучат также написанные Ленноном композиции «Mean Mr. Mustard» (сочинённая во время поездки The Beatles в Индию в 1968 году) и «Polythene Pam»; после чего следуют четыре песни Маккартни: «She Came In Through the Bathroom Window» (написанная после того, как один из фанатов проник в дом Маккартни через окно его ванной комнаты), «Golden Slumbers» (основанная на сочинённой в XVII веке поэме Томаса Деккера, положенной на новую музыку), «Carry That Weight» (повторяющиеся элементы из «You Never Give Me Your Money» с хоровым вокалом всех четырёх битлов) и финальная «The End».
«The End» содержит единственное барабанное соло Старра в дискографии The Beatles (барабаны были сведены на две отдельные дорожки в «настоящем стерео», в отличие от большинства пластинок того времени, где они воспроизводились только в одном канале — левом или правом). На пятьдесят четвёртой секунде песни звучит 18-тактовое гитарное соло: первые два такта исполняет Маккартни, вторые два — Харрисон, третьи два — Леннон; эта последовательность повторяется трижды. Идея с гитарным соло принадлежала Харрисону; Леннону понравилась мысль товарища, однако он предложил музыкантам поменяться соло, и Маккартни решил сыграть первым. Соло было записано одним дублем поверх уже существующей минусовки. Сразу же после последнего соло Леннона начинает звучать фортепианная партия финальной части композиции, которая заканчивается словами: «И в конце концов, ты получаешь столько же любви, сколько и отдаёшь». Эта секция была добавлена отдельно к основной записи, поэтому Маккартни пришлось перезаписать фортепиано 18 августа. Альтернативная версия песни, с соло Харрисона, звучащим вместо соло Маккартни (а также с барабанным соло Старра на заднем плане), фигурирует на компиляции Anthology 3, а также в цифровом сборнике Tomorrow Never Knows.
По мнению музыковеда Уолтера Эверетта, интерпретирующего содержание попурри (во время сессий фигурирующим под названием «The Long One»), в большинстве его текстов речь идёт об «эгоизме и удовлетворении личных прихотей» — финансовые дрязги в «You Never Give Me Your Money», скупость Мистера Горчицы в «Mean Mr. Mustard», нежелание делиться подушкой в «Carry That Weight», желание, чтобы кто-то другой появился в мечтах главного героя — возможно, имеется в виду «сладкая мечта» из «You Never Give Me Your Money» — в «The End». Эверетт добавляет, что «эгоистичные моменты» попурри исполняются в контексте тонального центра ля, в то время как «щедрость» выражается в этих песнях с помощью тоники до мажора. Попурри завершается «большим компромиссом в „переговорах“» в «The End», который служит структурно сбалансированной кодой. В ответ на повторяющиеся ля-мажорные припевы «love you» Маккартни поёт с мыслью о том, что существует столько же эгоистичной любви («любовь, которую ты принимаешь»), сколько и щедрой любви («любовь, которую ты отдаёшь»), в ля-мажоре и до-мажоре соответственно.

#### «Her Majesty»
«Her Majesty» была записана Маккартни 2 июля, когда он прибыл на студию раньше других участников ансамбля. Первоначально она была включена в черновой вариант попурри (и официально выпущена в подарочном издании альбома в формате трёхдискового бокс-сета), между композициями «Mean Mr. Mustard» и «Polythene Pam». Однако Маккартни не понравилось, как оно звучит с этой песней, поэтому он попросил её вырезать. Второй звукорежиссёр, Джон Курландер, был уве́домлен не избавляться от записанного материала, поэтому после ухода Маккартни добавил её в конец основной аудиоленты после 20-секундной паузы. На коробке с этой записью была прикреплена инструкция с пояснениями оставить «Her Majesty» отдельно от попурри, однако на следующий день, когда с содержанием аудиоленты ознакомился занимающийся мастерингом Малкольм Дэвис, он (также предупреждённый сохранять записанный материал) произвёл гравировку всей второй стороны пластинки, включая «Her Majesty». Во время прослушивания итогового результата The Beatles понравилось неожиданное появление этой песни, и они оставили её в альбоме.
«Her Majesty» открывается финальным грохочущим аккордом «Mean Mr. Mustard», в то время как её собственная последняя нота осталась в «Polythene Pam» в результате того, что песня была вырезана ножницами из аудиоленты во время чернового сведения 30 июля. Впоследствии попурри было пересведено с нуля, однако «Her Majesty» осталась в своём первоначальном виде, который и был включён в финальную версию альбома.
Название композиции не упоминается в оригинальных американских и британских изданиях Abbey Road ни на обложке альбома, ни в каталогах лейблов звукозаписи, благодаря чему её можно считать скрытой. Тем не менее, название песни появляется на инкрустационной карточке и компакт-диске переиздания ремастированной версии альбома 1987 года в качестве семнадцатой дорожки. «Her Majesty» также фигурирует на обложке, буклете и компакт-диске переиздания 2009 года и юбилейного издания 2019 года, однако её упоминание отсутствует на виниловом релизе альбома 2012 года.

### Неизданный материал
Через три дня после сессии песни «I Want You (She’s So Heavy)» Харрисон записал сольные демоверсии композиций «All Things Must Pass» (которая стала заглавной песней его тройного альбома 1970 года), «Something» и «Old Brown Shoe». Последняя была перезаписана The Beatles в апреле 1969 года и выпущена в качестве би-сайда сингла «The Ballad of John and Yoko» месяц спустя. Все три этих демо впоследствии вошли в состав сборника Anthology 3.
Во время работы над попурри Маккартни записал песню «Come and Get It», самостоятельно сыграв на всех инструментах. Изначально предполагалось, что это демо отдадут какому-нибудь другому исполнителю, однако впоследствии Маккартни признавался, что изначально планировал включить песню в Abbey Road. В итоге кавер-версия композиции была записана группой Badfinger, в то время как оригинальная запись Маккартни появилась на сборнике Anthology 3.
Оригинальная минусовка «Something», включающая фортепианную коду, звучащую в качестве ведущей партии, и «You Never Give Me Your Money», которая заканчивается быстрым рок-н-ролльным «джемом», фигурировали на бутлегах.

## Обложка и название

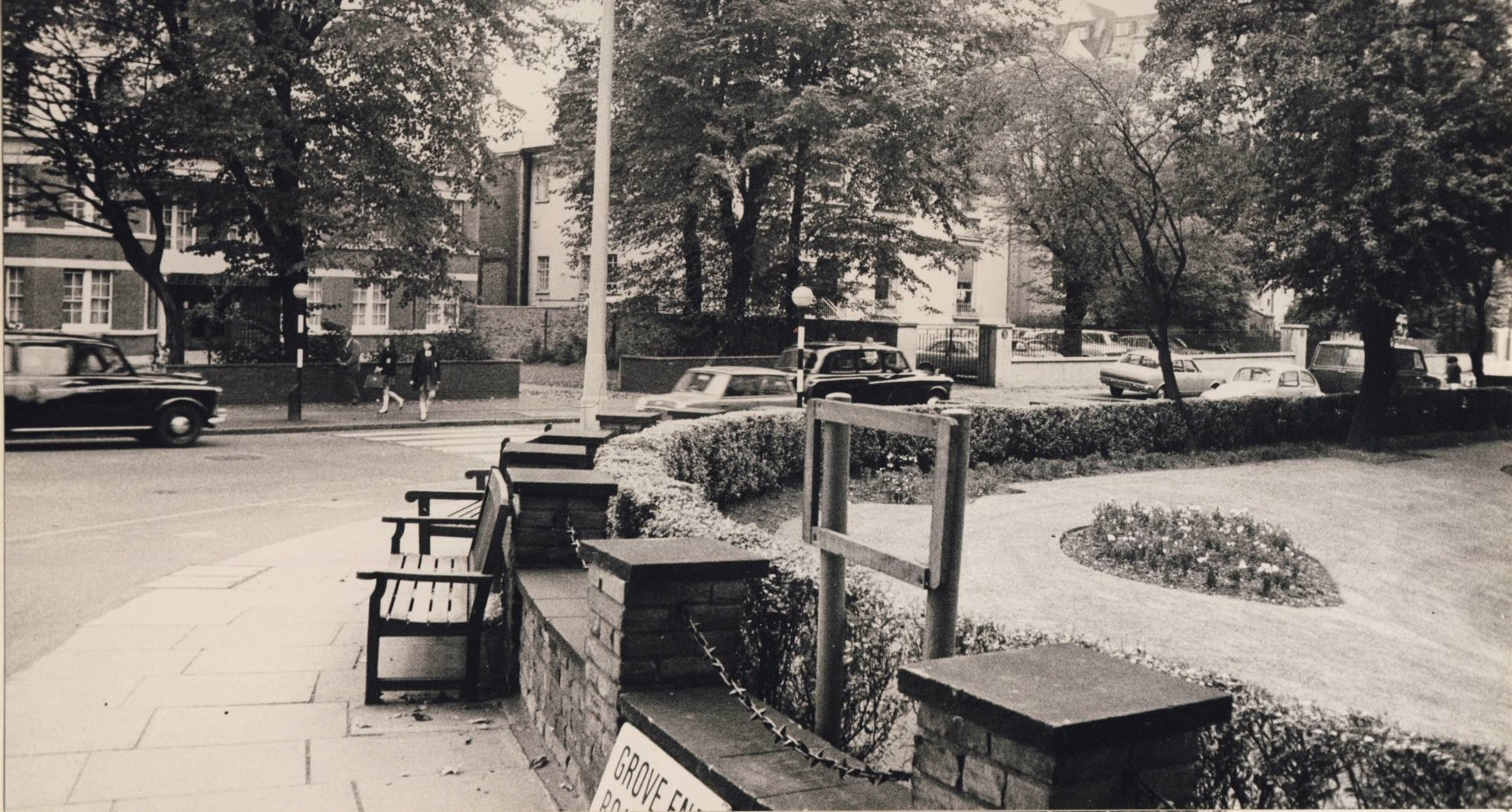
Вид на перекрёсток Эбби-Роуд, 1969 год

Дизайном обложки занимался креативный директор Apple Records Джон Кош. Это единственный оригинальный британский альбом The Beatles, на обложке которого отсутствуют названия коллектива и альбома, что было идеей Коша. Он настаивал на её реализации, несмотря на возражение руководства EMI, считавшего, что запись не будет продаваться без такой информации. Позже Кош пояснил: «У нас не было нужды писать „Битлз“ на обложке… Они были самой известной группой в мире». На обложке помещена фотография группы, идущей по пешеходному переходу, основанная на идеях, автором которых выступил Маккартни. Фото сделали 8 августа 1969 года возле студии EMI на Эбби-Роуд в 11:35. Фотографу Айену Макмиллану выделили всего десять минут, чтобы сделать снимок, пока он стоял на стремянке, а полицейский перекрывал движение с противоположной от камеры стороны. Макмиллан отпечатал шесть фотографий, которые Маккартни впоследствии изучил с помощью увеличительного стекла, прежде чем принять решение, какая из них будет представлена на обложке альбома. Предполагается, что Маккартни выбрал пятую, потому что она единственная, на которой музыканты идут в ногу. В 2014 году все шесть, пронумерованных и подписанных автором фотографий, были проданы на аукционе за 180 000 фунтов стерлингов.
На изображении, выбранном Маккартни, участники группы переходят улицу друг за другом слева направо. Леннон идёт впереди, за ним следуют Старр, Маккартни и Харрисон. Маккартни шагает босиком и не в ногу с остальными, держа в правой руке сигарету. Все, кроме Харрисона, одеты в костюмы от модельера Томми Наттера. У левого края снимка фигурирует белый «Фольксваген-жук», припаркованный рядом с перекрёстком; он принадлежал одному из жильцов многоквартирного дома, расположенного напротив студии звукозаписи. После того как альбом был выпущен, номерной знак (LMW 28IF) неоднократно свинчивали с автомобиля. В правой части фотографии запечатлён некий мужчина, стоящий на тротуаре; в 2004 году новостные источники опубликовали заявление бывшего американского коммерсанта Пола Коула о том, что это именно он попал в кадр на легендарном фото, будучи в Лондоне как турист. «Я тогда назвал их кучкой чудиков» — вспоминал Коул, «потому что для того времени они выглядели как-то радикально. По Лондону босиком не ходят». В отдалении слева стоят три декоратора. Впоследствии было установлено, что это были Алан Фланаган, Стив Миллвуд и Дерек Сигроув, которые возвращались с обеденного перерыва; «им стало интересно и они притормозили». Сигроув думал, если кадр выберут для обложки, то их заретушируют. Также выдвигались версии по поводу загадочной женщины на обороте конверта, самой популярной версией является Джейн Эшер, однако каких-либо доказательств этому нет.
Впоследствии обложка Abbey Road регулярно фигурировала в различных музыкальных рейтингах. В 2011 году издание Music Radar включило её в число «50 величайших альбомных обложек всех времён». В том же году изображение Abbey Road заняло 4-е место в голосовании читателей журнала Rolling Stone «10 лучших альбомных обложек всех времён». В 2022 году редакция журнала Billboard отметила обложку Abbey Road на 2-м месте рейтинга «50 величайших альбомных обложек всех времён», в том же году она заняла 7-ю строчку в списке газеты The Independent «30 лучших альбомных обложек всех времён». Помимо этого, фотография битлов, переходящих зебру, была отмечена редакцией The Guardian в числе лучших «музыкальных» фотографий в истории. В 2020 году газета Phoenix New Times включила изображение с Abbey Road в список «12 самых опасных обложек всех времён», намекая на дальнейшую перегруженность этого перекрёстка. В 2024 году редакция журнала Rolling Stone присудила обложке пластинки 2-е место в списке 100 лучших обложек альбомов всех времён: «Фотографу Яну Макмиллану потребовалось всего 10 минут. Но это самый лучший портрет „Битлз“: солнечный день в Лондоне, пешеходный переход, четыре самых уверенных в себе молодых человека в мире, идущих в строю».
Рассмотрев несколько вариантов названий, среди которых были «Four in the Bar» и «All Good Children Go to Heaven», музыканты решили озаглавить альбом «Everest». Согласно концепции, на обложке должна была быть изображена фотография, как они взбираются на высочайшую вершину в мире. Маккартни с энтузиазмом рассматривал потенциальную поездку в Тибет, Леннон и Харрисон не могли определиться, в свою очередь, Ринго Старр отказался наотрез. Барабанщик ссылался на то, что его желудок не принимает незнакомую еду (что уже случалось, например во время визита битлов в Индию). В итоге Джон и Джордж встали на сторону Ринго. Согласно воспоминаниям Джеффа Эмерика, Маккартни расстроено спросил: «Но если не станем называть альбом „Everest“ и не поедем в Тибет, чтобы сняться для конверта, то что же делать?». На что барабанщик полушутя ответил: «Да ну его к чёрту, давайте просто выйдем на улицу, а альбом так и назовём — „Abbey Road“».

## Выпуск
В середине 1969 года Леннон основал новую группу — Plastic Ono Band — отчасти потому, что The Beatles отвергли его песню «Cold Turkey». В то время как Харрисон до конца года углубился в сольное сотрудничество с такими исполнителями как Леон Расселл, Дорис Трой, Престон и Delaney & Bonnie, Маккартни взял творческий перерыв, связанный с рождением его дочери Мэри 28 августа. 20 сентября, за шесть дней до выхода альбома Abbey Road, Леннон сообщил свои коллегам, что покидает группу. В октябре вышел единственный сингл этой пластинки, «Something»/«Come Together». В том же месяце Леннон выпустил дебютный сингл Plastic Ono Band — забракованную его коллегами «Cold Turkey».
Альбом был выпущен лейблом Apple Records: 26 сентября в Великобритании и 1 октября в США. The Beatles практически не продвигали Abbey Road напрямую и не делали каких-либо публичных заявлений о распаде группы до тех пор, пока Маккартни не объявил, что покидает ансамбль в апреле 1970 года. К этому времени проект Get Back (теперь уже переименованный в Let It Be) был капитально пересмотрен, последовала дополнительная работа над наложениями и микшированием материала, завершившаяся в 1970 году. В итоге Let It Be стал последним студийным альбомом, который был закончен и выпущен под вывеской The Beatles, хотя его запись началась ещё до Abbey Road.
Продажи Abbey Road составили четыре миллиона копий за первые два месяца. В Великобритании альбом дебютировал на вершине национального чарта, где оставался в течение 11 недель, после чего был вытеснен пластинкой Let It Bleed группы The Rolling Stones на одну неделю. Затем он вновь вернулся на 1-е место (в рождественскую неделю) и продержался там ещё шесть недель (всего 17 недель), пока не был смещён второй пластинкой Led Zeppelin — Led Zeppelin II. В общей сложности Abbey Road провёл 81 неделю в британском альбомном чарте. За рубежом была схожая ситуация. Пластинка занимала верхнюю строчку хит-парада Billboard Top LP’s в течение 11 недель, став самым продаваемым альбомом 1969 года по данным Национальной ассоциации звукозаписывающих компаний, а также одним из рекордсменов японского чарта, фигурируя в его Top-100 в течение 298 недель на протяжении 1970-х годов.

## Отзывы критиков

### Современники
| Оценки критиков     | Оценки критиков |
| Источник            | Оценка          |
| ------------------- | --------------- |
| Billboard           | без оценки      |
| Cashbox             | без оценки      |
| Detroit Free Press  | без оценки      |
| The Guardian        | без оценки      |
| Melody Maker        | без оценки      |
| New Musical Express | без оценки      |
| The New York Times  | без оценки      |
| Record Mirror       | без оценки      |
| Record World        | без оценки      |
| Rolling Stone       | без оценки      |
| RPM Weekly          | без оценки      |

Первоначально Abbey Road получил смешанные отзывы от музыкальной прессы; альбом критиковали за перепродюсированность звука и неаутентичность музыки. По мнению Уильяма Манна из The Times, те, кто хотел, чтобы «альбом звучал точно так же, как живые выступления ансамбля», будут считать его «пустышкой», также отмечая, что пластинка «изобилует музыкальной изобретательностью», добавив: «„Come Together“ [Леннона] и „Something“ Харрисона — хороши, но это незначительные радости в контексте всего диска… вторая сторона — изумительная…». В свою очередь, обозреватель журнала Rolling Stone Эд Уорд назвал альбом «перемудрённым, а не комплексным»; он посетовал, что синтезатор Moog «лишает души и делает искусственным» звучание группы, подчеркнув, что The Beatles «создали звук, который не может существовать вне студии». Несмотря на то, что Ник Кон из The New York Times посчитал попурри со второй стороны пластинки «самой впечатляющей музыкой» группы со времён альбома Rubber Soul, он утверждал, что «по отдельности» песни альбома не представляют собой «ничего особенного». «Было время, когда тексты песен The Beatles была одним из главных их достоинств. „Abbey Road“ в этом отношении лишь „бледная копия“», — сокрушался рецензент. «Слова песен безжизненны, напыщенны и фальшивы. […] Эта пластинка — абсолютная катастрофа. […] На „Oh! Darling“ Леннон бултыхается в оргии воплей, глотаний и рвоты, случайным образом разбросанных по песне». Кон раскритиковал произведения авторства Харрисона, назвав их «воплощением посредственности», а новые творения Леннона — проигрывающими не только творчеству ранних The Beatles, но и другим артистам. Кон подытожил статью словами: «В своём нынешнем виде [альбом] не потрясает воображение. Тем не менее, на нём есть приятных минут 15, по рок-стандартам это много». В свою очередь, публицист журнала Life Альберт Голдман писал, что Abbey Road «не является одним из великих альбомов The Beatles» и, несмотря на некоторые «прелестные» фразы и «волнующие» сэгуэ, сюита, размещённая на второй стороне, «кажется символической для последней фазы существования группы, музыку которой можно описать как перепродюсированную звуковыми эффектами, имеющимися под рукой».
Между тем, Крис Уэлш из Melody Maker был более позитивен: «Правда состоит в том, что их последняя пластинка — это нечто потрясающее, полностью свободная от претенциозности, глубоких смыслов или символизма… и несмотря на то, что продакшн [альбома] прост по сравнению с прошлыми хитросплетениями, он все ещё чрезвычайно тонок и изобретателен». Обозреватель The Sunday Times Дерек Джуэлл счёл альбом «освежающе лаконичным и незатейливым», и хотя он посетовал на дурачество группы «в стиле 1920-х („Maxwell’s Silver Hammer“) и… обязательные арии Ринго, по-дружбе („Octopus’s Garden“)», по мнению автора, Abbey Road «достигает более высоких вершин, нежели их предыдущий альбом». В свою очередь, Джон Мендельсон из Rolling Stone назвал альбом «записанным так, что дух захватывает», особенно похвалив вторую его сторону, приравнивая её ко «всему „Sgt. Pepper“ [вместе взятому]» и заявив, что «The Beatles могут объединить, казалось бы, несвязанные музыкальные фрагменты и лирические каракули в единую замечательную сюиту… это кажется убедительным свидетельством того, что нет, они ничуть не сдали свои позиции, и нет, они не прекращают стараться».
Во время освещения американского турне The Rolling Stones 1969 года для газеты The Village Voice музыкальный критик Роберт Кристгау заявил, встретившись с писателем Грейлом Маркусом в Беркли, что «общественное мнение повернулось против The Beatles. Все отзываются о „Abbey Road“ пренебрежительно». Вскоре после этого, в Лос-Анджелесе, он написал, что его коллега Эллен Уиллис прониклась симпатией к пластинке, добавив: «Будь она проклята, если она не права — пластинка не без недостатков, но она хороша. Потому что мир вокруг её заводит. Чарли Уоттс говорит, что ему тоже нравится».

### Ретроспектива
| Совокупная оценка             | Совокупная оценка |
| Источник                      | Оценка            |
| ----------------------------- | ----------------- |
| Metacritic                    | 99/100            |
| Оценки критиков               |                   |
| Источник                      | Оценка            |
| AllMusic                      | [ 154 ]           |
| The A.V. Club                 | (A)               |
| Consequence of Sound          | (A+)              |
| The Daily Telegraph           | [ 157 ]           |
| Encyclopedia of Popular Music | [ 158 ]           |
| The Great Rock Discography    | [ 159 ]           |
| Laut.de                       | [ 160 ]           |
| MusicHound Rock               | [ 161 ]           |
| Music Week                    | [ 162 ]           |
| Paste                         | 100/100           |
| Pitchfork                     | 10/10             |
| The Rolling Stone Album Guide | [ 165 ]           |
| Sound & Vision                | [ 166 ]           |

По прошествии времени многие критики стали называть Abbey Road величайшим альбомом The Beatles. В своём ретроспективном обзоре Николь Пенсиеро из PopMatters назвала его «удивительно цельным музыкальным произведением, новаторским и вневременным». В свою очередь, рецензент электронного журнала Paste Марк Кемп характеризовал лонгплей как одно из лучших произведений The Beatles, «даже если оно предвосхитило стадионный рок с его вездесущими размахиваниями зажигалками, с которым музыкально подкованные, но критикуемые прессой артисты — от Journey до Мита Лоуфа — будут возиться на протяжении 1970-х и 1980-х годов». Нил Маккормак из The Daily Telegraph назвал Abbey Road «последним любовным письмом The Beatles к миру», похвалив «грандиозный, современный звук» альбома, который назвал «пышным, богатым, гладким, эпическим, эмоциональным и совершенно великолепным».
Обозреватель портала AllMusic Ричи Унтербергер счёл, что альбом разделяет «квази-концептуальные формы» Sgt. Pepper’s, но имеет «более сильные композиции», описав своё мнение об Abbey Road с позиции всей дискографии группы: «Является ли „Abbey Road“ лучшей работой Битлз — спорное утверждение, но это, безусловно, самая безупречная работа (за возможным исключением „Sgt. Pepper’s“) и наиболее крепко слаженная». Выводы Иэна Макдональда об этом альбоме получились двойственными, он отметил, что несколько треков были написаны по меньшей мере за год до начала записи пластинки и, возможно, вообще бы не вписались в неё, если бы не были интегрированы в попурри на второй стороне. Однако он похвалил продюсерскую работу, особенно звук басового барабана.
Abbey Road фигурирует в альманахе «Тысяча и один музыкальный альбом, который стоит прослушать, прежде чем вы умрёте», где публицист Джоэл Макайвер написал о нём следующее: 
Последний записанный The Beatles альбом („Let It Be“ просто был выпущен последним) представляет собой блестящий, непредсказуемый набор песен и песенных фрагментов. Он столь же прогрессивен, как и все остальные записи квартета, и отличается резкими перепадами настроений. Это вызвано хаотичными последними годами существования группы, подходившего к неприятному финалу. Несмотря на фундаментальные разногласия на этой стадии, Маккартни и Леннон всё ещё были способны написать обжигающий материал, а Харрисон, обиженный, ровно как и Старр, из-за своего статуса посредственного участника „Великой четвёрки“, стал серьёзным песнотворцем.

### Рейтинги
Abbey Road занимает высокие позиции в ряде рейтингов лучших альбомов в истории, как отдельных критиков, так и авторитетных СМИ. Запись фигурирует на 8-е месте рейтинга «1000 лучших альбомов всех времён» Колина Ларкина, составленным музыковедом в 2000 году. В 2006 году она вошла в список «100 лучших альбомов в истории» британского журнала Time. В том же году диск занял 6-е место в хит-параде «100 величайших британских рок-альбомов всех времён» по мнению журнала Classic Rock. В 2016 году лонгплей возглавил опрос читателей Rolling Stone «10 лучших альбомов, спродюсированных Джорджем Мартином». Годом позже редакция онлайн-издания Pitchfork поставила пластинку на 16-е место рейтинга 200 лучших альбомов 1960-х. Запись также заняла 5-е место в голосовании журнала Rolling Stone «500 величайших альбомов всех времён», составленном известными деятелями музыкальной индустрии в 2020 году и 34-е место в аналогичном рейтинге журнала NME. В 2020 году пластинка отметилась на 3-м месте списка 100 величайших альбомов всех времён по версии еженедельника Newsweek. Спустя два года редакция портала Consequence of Sound отметила Abbey Road на 3-й позиции в числе «100 величайших альбомов всех времён». Кроме того пластинка занимает 12-е место в списке «200 величайших альбомов по версии Зала славы рок-н-ролла», составленного при участии Ассоциации музыкального бизнеса США.
Пластинка считается одной из лучшей в дискографии The Beatles. В 2009 году Abbey Road был признан лучшим альбомом группы по мнению читателей Rolling Stone. В 2015 году запись заняла 4-е место в рейтинге лучших альбомов коллектива, составленном порталом Ultimate Classic Rock. Два года спустя на том же месте её отметил составитель списка из Stereogum. В 2018 году аналогичное место досталось альбому в списке издания USA Today. В 2020 году Abbey Road возглавил список лучших альбомов Ливерпульской четвёрки по версии онлайн-журнала Consequence of Sound, а также аналогичный хит-парад портала Far Out Magazine. В 2022 году пластинка заняла 2-е место в списке лучших альбомом The Beatles, составленном газетой The Independent. Abbey Road занимает 20-е место среди самых высокооценённых альбомов в истории, по данным Acclaimed Music. Выше него расположены Revolver (3-е место), Sgt. Pepper (6-е) и The White Album (13-е).

## Наследие

### Перекрёсток на Эбби-Роуд и «Смерть Пола»
Изображение The Beatles на перекрёстке Эбби-Роуд стало одним из самых известных и имитируемых в истории звукозаписи. Перекрёсток является популярным местом среди поклонников группы, с 2011 года на нём установлена веб-камера. В декабре 2010 года перекрёстку был присвоен статус исторического сооружения II* степени за его «культурное и историческое значение»; аналогичный статус получила сама студия Эбби-Роуд в начале того же года.
Фотография с обложки Abbey Road неоднократно пародировались, в том числе самим Маккартни на его концертной пластинке Paul Is Live 1993 года. В 1988 году американская рок-группа Red Hot Chili Peppers спародировала обложку для своего мини-альбома The Abbey Road E.P., где музыканты переходят через улицу по зебре практически полностью голыми. Помимо этого, знаменитую фотографию воспроизводили Бенни Хилл, Джордж Бенсон, Айвор Бигган, «Улица Сезам», община иерусалимского францисканского монастыря Святого Спасителя, Jive Bunny anf the Mastermixers, Blur и даже Симпсоны во время своего единственного появления на обложке Rolling Stone. В 2013 году полиция Калькутты запустила рекламу по повышению безопасности дорожного движения (направленную, в частности, против перехода проезжей части в неположенных местах), в которой использовала обложку альбома с надписью: «Если они могут, почему не можете вы?».
Вскоре после выхода альбома его обложка стала частью теории о «смерти Пола Маккартни», которая зародилась в 1967 году в Лондоне, а особую популярность приобрела в американской студенческой среде, в частности, среди жителей университетских городков. Суть этих слухов заключалась в том, что битлы на обложке, как утверждалось, изображают идущих с кладбища в виде похоронной процессии. Возглавляет шествие Леннон, облачённый в белое, подобно священнику; Старр, напротив, одет в чёрное, что как бы служит отсылкой к наряду гробовщика; Маккартни, шагающий босиком и не в ногу с остальными, представляет собой покойника; в свою очередь, Харрисон в джинсе́ олицетворяет могильщика. Сигарета в правой руке левши Маккартни в русле теории указывает на то, что это не Пол, а его двойник; при этом номерной знак LMW 28IF на «Фольксвагене», припаркованном на улице, означает, что Маккартни «было бы 28 лет», если бы он остался жив — хотя на самом деле музыканту было всего 27 на момент съёмки и последующего релиза пластинки. В муссирование слухов о «смерти Пола» внесли вклад едва ли не все мейнстримовые радиостанции, тем самым фактически способствуя коммерческому успеху Abbey Road в США. В Лондоне Леннон дал интервью нью-йоркской радиостанции WMCA-AM, в котором высмеял эти слухи, признав тем не менее, что они сыграли неоценимую роль для рекламы альбома.

### Влияние

Обложка альбома Бенни Хилла «The Best Of Benny Hill», 1992

Песни из Abbey Road стали популярны среди других музыкантов; также трибьюты записывали на весь альбом. Через месяц после релиза Abbey Road Джордж Бенсон перепел весь альбом целиком, озаглавив проект The Other Side of Abbey Road. В 1969 году группа Booker T. & the M.G.’s записала альбом McLemore Avenue (местоположение Stax Records в Мемфисе) со схожей обложкой, на котором были кавер-версии некоторых песен из Abbey Road.
При сопоставлении альбомов The Beatles с точки зрения популярности Abbey Road не удалось повторить более ранние достижения группы, такие как Sgt. Pepper, вынуждающие их конкурентов заниматься подражанием. По словам писателя Питера Доггетта: «Слишком надуманный для копирования рок-андеграундом, слишком сложный для повторения представителями попсы, альбом не повлиял ни на кого, кроме [Пола Маккартни], который годами пытался подражать его размаху в своем сольной карьере». Тем не менее, в статье 2014 года для журнала Classic Rock Джон Андерсон из прогрессив-рок-группы Yes написал, что они постоянно находились под влиянием творчества The Beatles, начиная с релиза Revolver, но именно ощущение, что вторая сторона Abbey Road представляла собой «одну законченную идею», вдохновила его на создание длинных музыкальных произведений.
Ряд артистов перепели некоторые части попурри или его полностью, в том числе Фил Коллинз и Селин Дион (для трибьют-альбома In My Life), The String Cheese Incident, Transatlantic и Tenacious D (которые исполнили попурри с клавишником Phish Пейджем Макконнеллом). Furthur, джем-группа, в состав которой входят бывшие участники Grateful Dead Боб Вейр и Фил Леш, исполнили все песни из Abbey Road по ходу концертного утра 2011 года. Начиная с песни «Come Together» в Бостоне (4 марта) и заканчивая попурри в Нью-Йорке (15 марта) «на бис», включая композицию «Her Majesty».

## Продажи и переиздания
В июне 1970 года Аллен Кляйн сообщил, что Abbey Road стал самым продаваемым альбомом The Beatles в США, разойдясь тиражом более пяти миллионов. К концу десятилетия продажи альбома превысили семь миллионов копий, а к 1992 году он преодолел порог в девять миллионов. Abbey Road занял 9-е место по общему количеству скачиваний в iTunes Store, через неделю после релиза в цифровом формате (16 ноября 2010 года). По данным CNN, в 2011 году Abbey Road стал самым продаваемым альбомом на виниле. По данным Nielsen SoundScan (занимающейся мониторингом продаж с 1991 года), он стал первым альбомом, выпущенным в 1960-х, чей тираж превысил пять миллионов копий. По состоянию на 2011 год международный тираж Abbey Road составил 31 миллион экземпляров, тем самым закрепив альбом в числе самых продаваемых работ группы. В 2019 году переиздание, приуроченное к 50-летию записи, заняло 1-е место в UK Albums Chart. По состоянию на октябрь 2019 года тираж Abbey Road в Соединённом Королевстве составил 2 327 230 копий (827 329 из них пришлись на период после 1994 года). Чистые продажи составили 2 240 608 экземпляров.
27 декабря 1978 года состоялось первое переиздание альбома в виде ограниченного тиража на виниле, выпущенного компанией Capitol Records В США. В 1987 году состоялся релиз Abbey Road на компакт-диске. В 2009 году была выпущена ремастированная версия лонгплея, содержащая дополнительные фотографии с аннотациями в буклете. Первый ограниченный тираж этого релиза также содержал короткий документальный фильм о создании альбома.
В 2001 году Abbey Road получил 12-кратную платиновую сертификацию от RIAA. В сентябре 2009 года он был включен в серию альбомов The Beatles Collector’s Crate, а в 2012 году переиздан на 180-граммовой виниловой пластинке.
В 2019 году была выпущена делюксовая версия альбома, посвящённая 50-летнему юбилею записи, в которую вошли обновлённые миксы песен, сделанные Джайлзом Мартином.

## Список композиций
Слова и музыка всех песен — написаны Джоном Ленноном и Полом Маккартни, за исключением отмеченных.
| №                   | Название                      | Автор(ы)            | Ведущий вокал       | Длительность |
| ------------------- | ----------------------------- | ------------------- | ------------------- | ------------ |
| 1.                  | «Come Together»               |                     | Леннон              | 4:19         |
| 2.                  | «Something»                   | Джордж Харрисон     | Харрисон            | 3:02         |
| 3.                  | «Maxwell’s Silver Hammer»     |                     | Маккартни           | 3:27         |
| 4.                  | «Oh! Darling»                 |                     | Маккартни           | 3:27         |
| 5.                  | «Octopus’s Garden»            | Ринго Старр         | Старр               | 2:51         |
| 6.                  | «I Want You (She’s So Heavy)» |                     | Леннон              | 7:47         |
| Общая длительность: | Общая длительность:           | Общая длительность: | Общая длительность: | 24:53        |

| №                   | Название                                  | Автор(ы)            | Ведущий вокал                                      | Длительность |
| ------------------- | ----------------------------------------- | ------------------- | -------------------------------------------------- | ------------ |
| 1.                  | «Here Comes the Sun»                      | Харрисон            | Харрисон                                           | 3:05         |
| 2.                  | «Because»                                 |                     | Леннон, Маккартни и Харрисон                       | 2:45         |
| 3.                  | «You Never Give Me Your Money»            |                     | Маккартни                                          | 4:03         |
| 4.                  | «Sun King»                                |                     | Леннон, при участии Маккартни и Харрисона          | 2:26         |
| 5.                  | «Mean Mr. Mustard»                        |                     | Леннон                                             | 1:06         |
| 6.                  | «Polythene Pam»                           |                     | Леннон                                             | 1:13         |
| 7.                  | «She Came In Through the Bathroom Window» |                     | Маккартни                                          | 1:58         |
| 8.                  | «Golden Slumbers»                         |                     | Маккартни                                          | 1:31         |
| 9.                  | «Carry That Weight»                       |                     | Маккартни, при участии Леннона, Харрисона и Старра | 1:36         |
| 10.                 | «The End»                                 |                     | Маккартни                                          | 2:05         |
| 11.                 | «Her Majesty» (скрытый трек)              |                     | Маккартни                                          | 0:23         |
| Общая длительность: | Общая длительность:                       | Общая длительность: | Общая длительность:                                | 22:10        |

Примечания
- После песни «The End» следует скрытый трек «Her Majesty» (их разделяет 14 секунд тишины). На более поздних релизах альбома песня фигурировала в списке композиций, за исключением виниловых изданий.
- В некоторых версиях альбома на аудиокассете (как в Великобритании, так и в и США) песни «Come Together» и «Here Comes the Sun» поменяны местами, чтобы выровнять время воспроизведения каждой из сторон[226].

## Участники записи
Согласно данным биографов Марка Льюисона, Иэна Макдональда, Барри Майлза, Кевина Хоулетта и звукорежиссёра Джеффа Эмерика.
| The Beatles - Джон Леннон — ведущий и бэк-вокал; вокальные гармонии; ритм-, соло- и акустическая гитары; акустическое и электропианино, синтезатор Moog; генератор белого шума и звуковые эффекты; перкуссия - Пол Маккартни — ведущий и бэк-вокал; вокальные гармонии; бас, ритм-, соло- и акустическая гитары; акустическое и электропианино, синтезатор Moog; звуковые эффекты; музыкальная подвеска, хлопки в ладоши и перкуссия - Джордж Харрисон — вокальные гармонии и бэк-вокал; ритм-, соло- и акустическая гитары; бас в «Maxwell’s Silver Hammer», «Oh Darling» и «Golden Slumbers/Carry That Weight»; фисгармония и синтезатор Moog; хлопки в ладоши и перкуссия; ведущий вокал (в «Something» и «Here Comes the Sun») - Ринго Старр — ударные и перкуссия; бэк-вокал; наковальня в «Maxwell’s Silver Hammer»; ведущий вокал (в «Octopus’s Garden») Дополнительные музыканты - Джордж Мартин — клавесин, орга́н, перкуссия - Билли Престон — орга́н Хаммонда (в «Something» и «I Want You (She’s So Heavy)») | Технический персонал - Оркестровки для «Something» и «Here Comes the Sun» были сочинены Джорджем Мартином (при участии Джорджа Харрисона), он же выступил дирижёром оркестром во время их записи - Оркестровки для «Golden Slumbers», «Carry That Weight» и «The End» были сочинены Джорджем Мартином (при участии Пола Маккартни), он же выступил дирижёром оркестром во время их записи - Джордж Мартин (при участии The Beatles) — продюсирование - Джефф Эмерик и Фил Макдональд — звукорежиссёры - Алан Парсонс — ассистент звукорежиссёра - Джефф Эмерик, Фил Макдональд и Джордж Мартин (при участии The Beatles) — сведе́ние - Майк Викерс — программирование синтезатора Moog |

## Комментарии
1. ↑  Биограф Мартина Кеннет Уомак[англ.] утверждал, что отношения между музыкантами и продюсером во время работы над «Белым альбомом» были натянутыми, сравнив их с холодной войной. Продюсер говорил только тогда, когда группа просила его об этом, всё остальное время сидя в диспетчерской и читая газеты. «По мнению Уомака: Во многом этому поспособствовала статья в „Time“ 1967 года, где Мартина назвали вундеркиндом и великим умом, стоящим за успехом „Sgt. Pepper“. Им это не понравилось, они дали Джорджу об этом знать. Я уверен, что именно с этого и начались споры, кто же этот гений, что стоит за The Beatles»[14].
2. ↑  Гостю этой радиопередачи нужно было выбрать восемь аудиозаписей (обычно, но не всегда — музыку), книгу и предмет роскоши, который он взял бы с собой, если бы попал на необитаемый остров.
3. ↑  «Are you gonna be in my dreams/Tonight» из «The End», возможно, является отсылкой к строчке «One sweet dream» из «You Never Give Me Your Money».
4. ↑  Фраза «Because the world is round it turns her on» — отсылка к тексту песни «Because», «Because the world is round it turns me on».
5. ↑  В первоначальных списках 2003[178] и 2012 годов[179][180] он занимал 14-е место.